# The Fluffer
The Fluffer – amerykański dramat filmowy w reżyserii Richarda Glatzera i Washa Westmorelanda z 2001 r.